# Gottlieb von Albrecht und Baumann
Gottlieb von Albrecht und Baumann (* 7. März 1671 in Breslau; † 13. Februar 1725 in Radaxdorf bei Neumarkt) war ein böhmisch-schlesischer Mediziner, Stadtarzt von Breslau und Kaiserlicher Rat.

## Leben
Gottlieb Albrecht studierte Medizin und wurde zunächst Arzt und Stadtarzt in Breslau. Später wirkte er als Kaiserlicher Rat.
Am 25. April 1707 wurde er mit dem akademischen Beinamen Diagoras unter der Matrikel-Nr. 273 als Mitglied in die Leopoldina aufgenommen.
Anfang des Jahres 1709 wurde Gottlieb Albrecht vom Kaiser Joseph I. in den böhmischen Ritterstand erhoben.
Er heiratete im Jahr 1708 Rosine Elisabeth Hubrig († 1755), Tochter des Oelser Regierungssekretärs Johann Ernst Hubrig und Rosine Goldbach.
Er verstarb im Februar 1725 auf seinem Gut Radaxdorf bei Neumarkt.